# ヘッド (ギター)

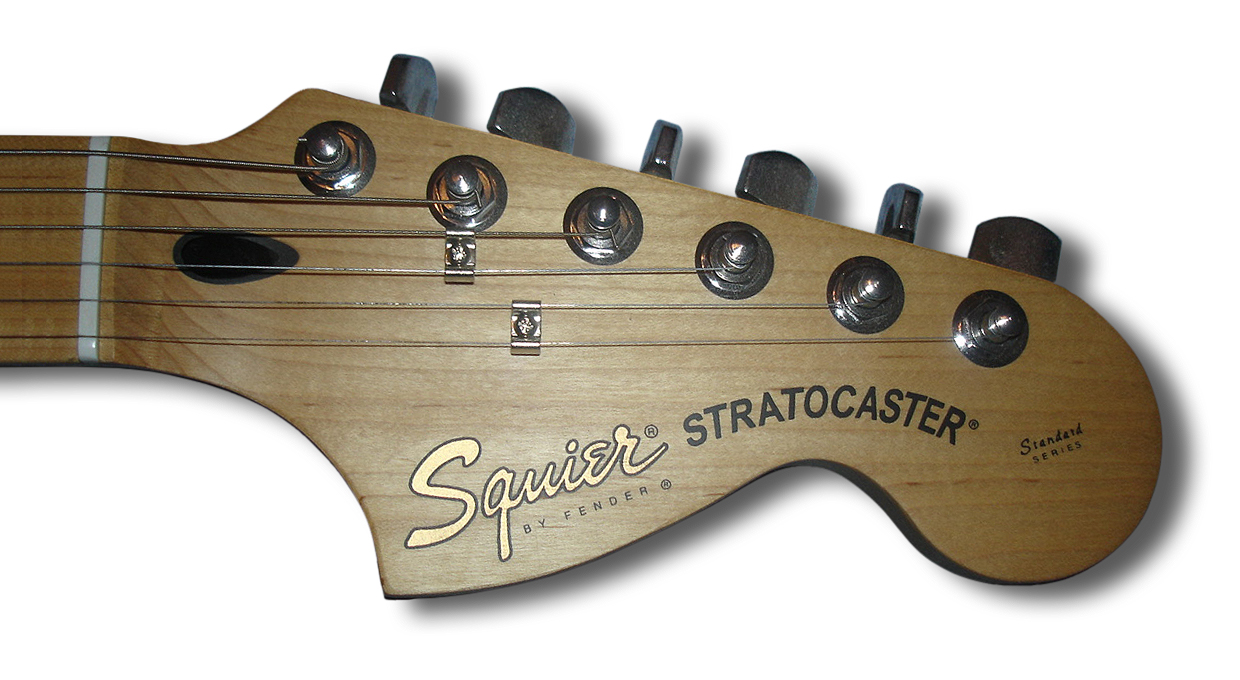
一般的なエレクトリックギター（スクワイヤーストラトキャスター）のヘッド

ヘッドはギターや類似の弦楽器の一部。主な機能は弦の端を保持することである。

## ソリッドヘッド

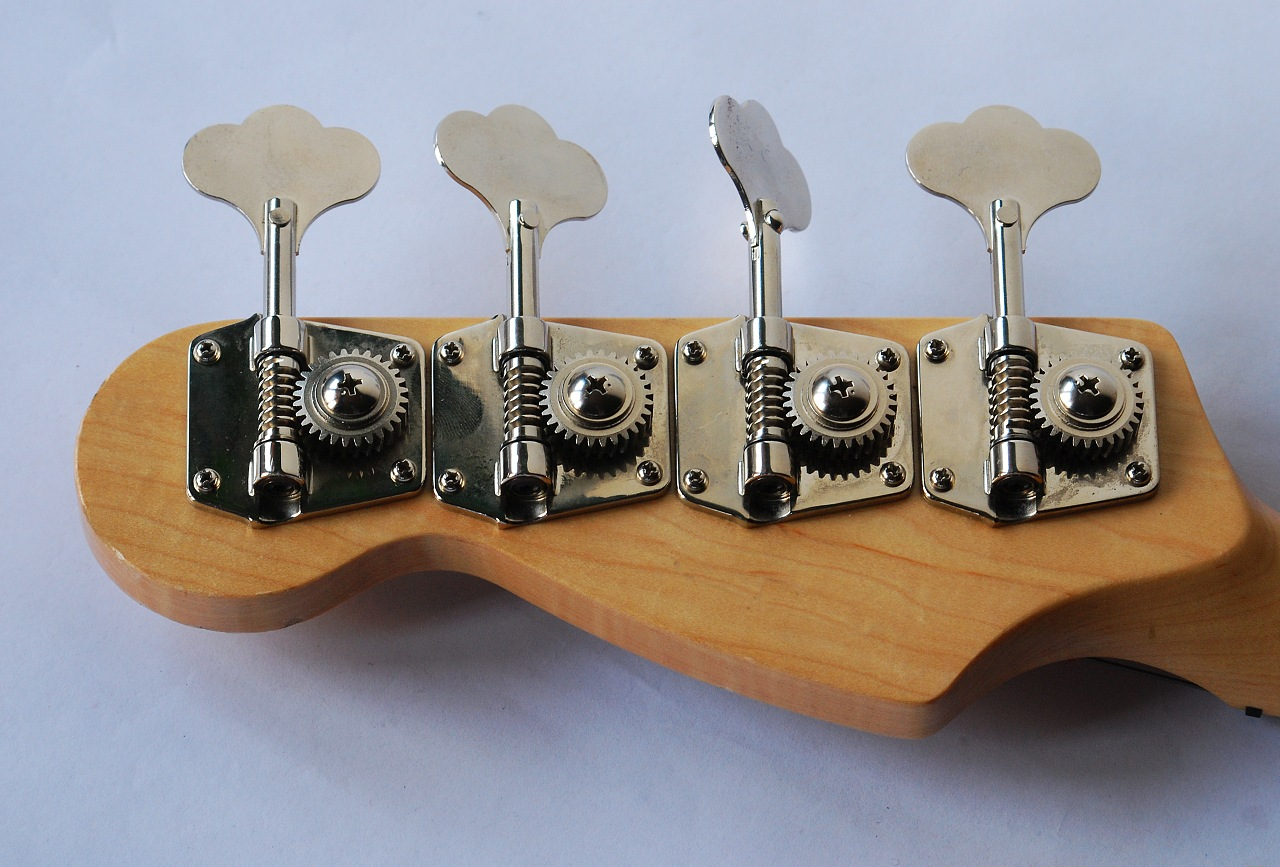
エレクトリックベースのヘッド（裏側）

木材などのムクの構造のヘッドにペグの径に応じた穴が弦の本数分、開けてある。弦はブリッジからナットを経て、通常はヘッド上のストリングポスト（ペグ、糸巻き支柱）に巻きつけられる。フォークギターやエレクトリックギター、エレクトリックベース、ウクレレ、バンジョー、一五一会などに採用されている。

## スロッテッドヘッド （slotted head）

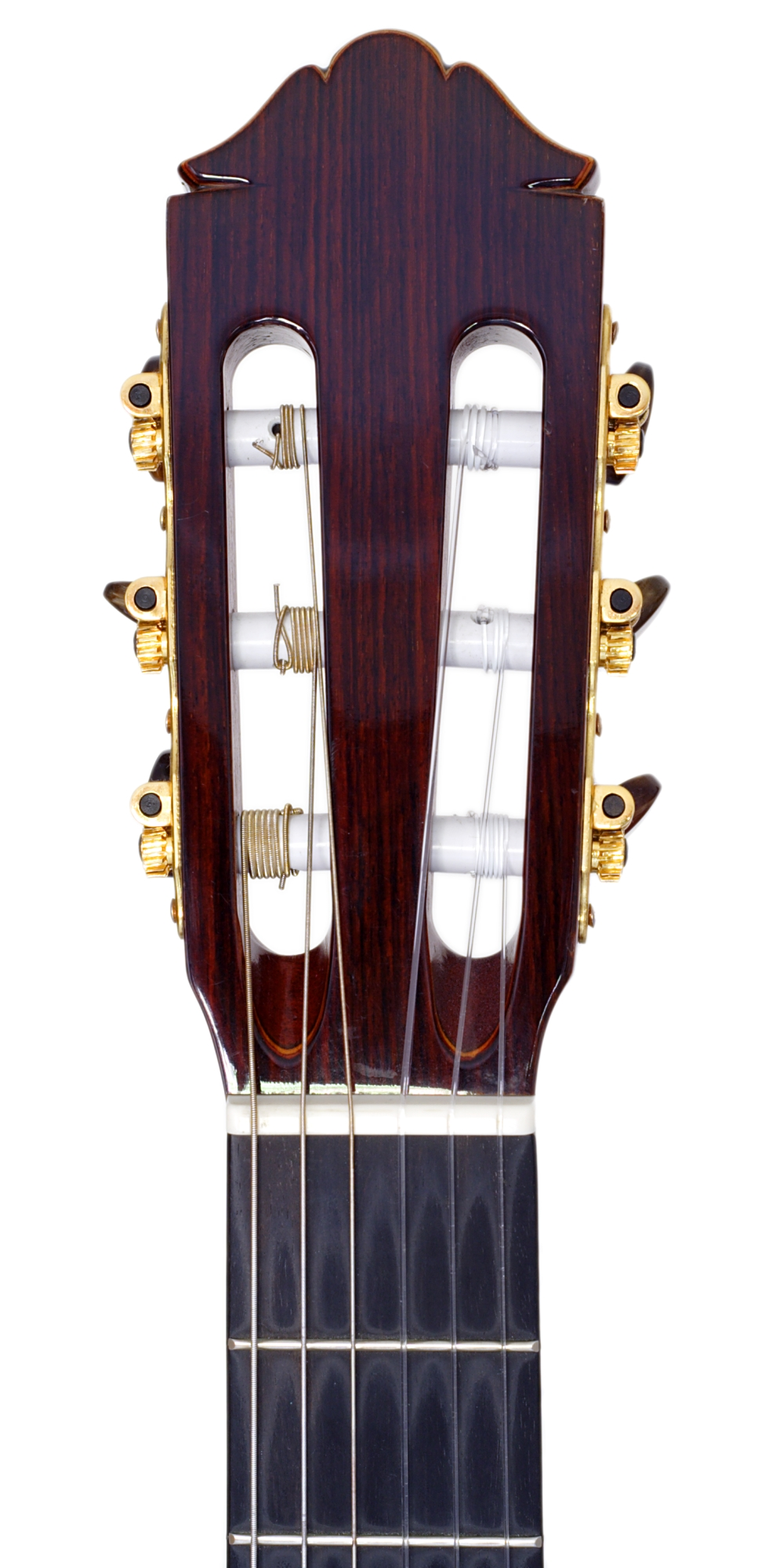
一般的なクラシック・ギターのスロッテッドヘッド

ヘッドにスロット（細長い穴）が2つあり、それに取り付けられた6本のストリングポストにそれぞれ弦を巻きつける。クラシックギターはほとんどこのタイプだが、フォークギターやエレキギターにもこのタイプを採用した機種が稀にある。リッケンバッカーの12弦モデルにも採用されている。

## 構造
ストリングポストに歯車で連結したペグは弦の張力を調整し、調律するために使われる。
伝統的なレイアウトはギブソン系ギターに多い、上下に3基ずつのペグを配した「3+3」と、フェンダー系ギターに多い一列に配した「6インワン」であるが、その他の配置もあり、特にエレクトリックベースや6弦以外のギターに多い。例外としてアーニーボール/ミュージックマンのギターは4+2、ベースは3+1、キラーギターズのギターは5+1である。ペグが不必要（不必要であるか、ボディ上などに別の調律機構を持つ場合）なスタインバーガーやチャップマン・スティックは、ヘッドその物が完全に無くなる。

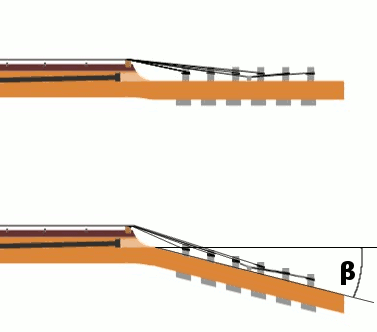
ストレート・ヘッドとアングルド・ヘッド。βはフィンガーボード面とヘッド面との角度

ヘッドには弦がネックからナットを通った後にどのように扱われるかで、2種類のメジャーな構造がある。
- ストレートヘッドはネックから一段落ちた並行面を形成する（指板貼り付け面からヘッドの面は一段下がっている。）。フェンダー系ギターに散見される。ナットから先の弦の角度が浅いため、演奏中に弦がナットの溝から外れるのを防ぐ部品（ストリング・リテイナー）が取り付けてある。歴史的にはこちらがアングルドヘッドより後発になり、ギター製造を効率的にアレンジした手法の一つでフェンダーの発明とも言える。
- アングルドヘッドはネック面と鈍角を形成する。おおむね3°から25°になっている。アコースティック・ギターやギブソン系ギターに散見される。指板貼り付け面からヘッドの面は一段下がらず[1]、角度が付いている。メーカー/モデル別の例を以下に角度別に挙げる。
  - ギター
    - 4°: ギルド
    - 11°: マーティン [リンク切れ]
    - 12°: ビグスビー , ヤマハ・SGV
    - 13°: ピーヴィー ,  Warmoth
    - 14°: ギブソン・ファイヤーバードV  と VII 、ギブソン・エクスプローラー 、ギブソンのヴィンテージギター 、ワッシュバーン 、エピフォンのギブソン廉価モデル 
    - 17°: ギブソン・ES-335、ギブソン・レスポール 、ギブソン・SG 、エピフォン・カジノ 

  - ベース
    - 10°: ギブソンの全ベース 
    - 12°: ヤマハ・SBV 
    - 14°: エピフォンのほとんどのギブソン廉価モデル
    - 24°: カイナル [リンク切れ]

主機能とは別に、ヘッドは修飾的役割も持っている。ほぼすべてのメーカーはここにロゴを記している。ペグを持たないギター（たとえばフロイドローズ・スピードローダー）では、純粋に装飾目的でヘッドが付いている。

## 特徴的ヘッドの輪郭

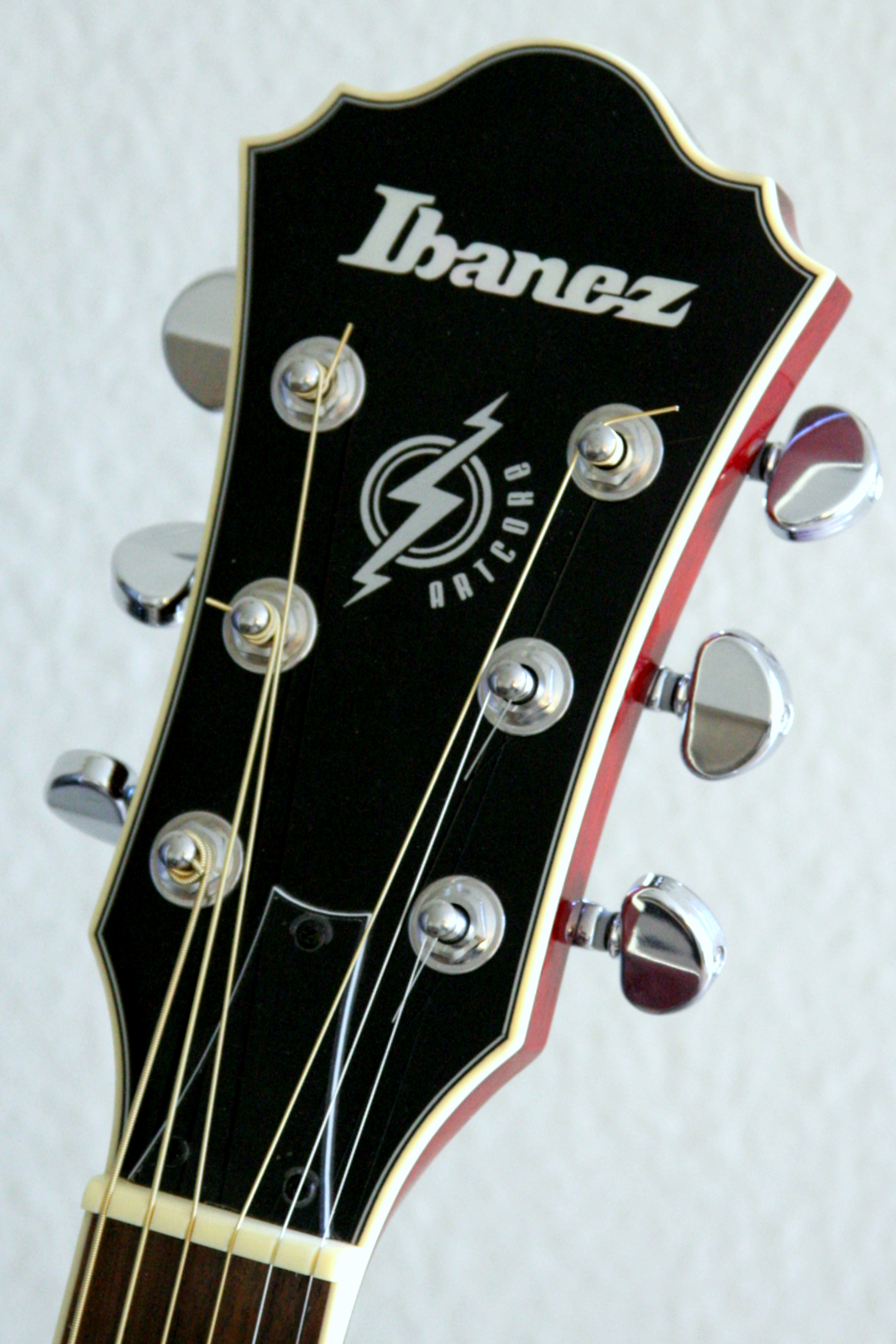
アイバニーズ・ARTCOREシリーズ

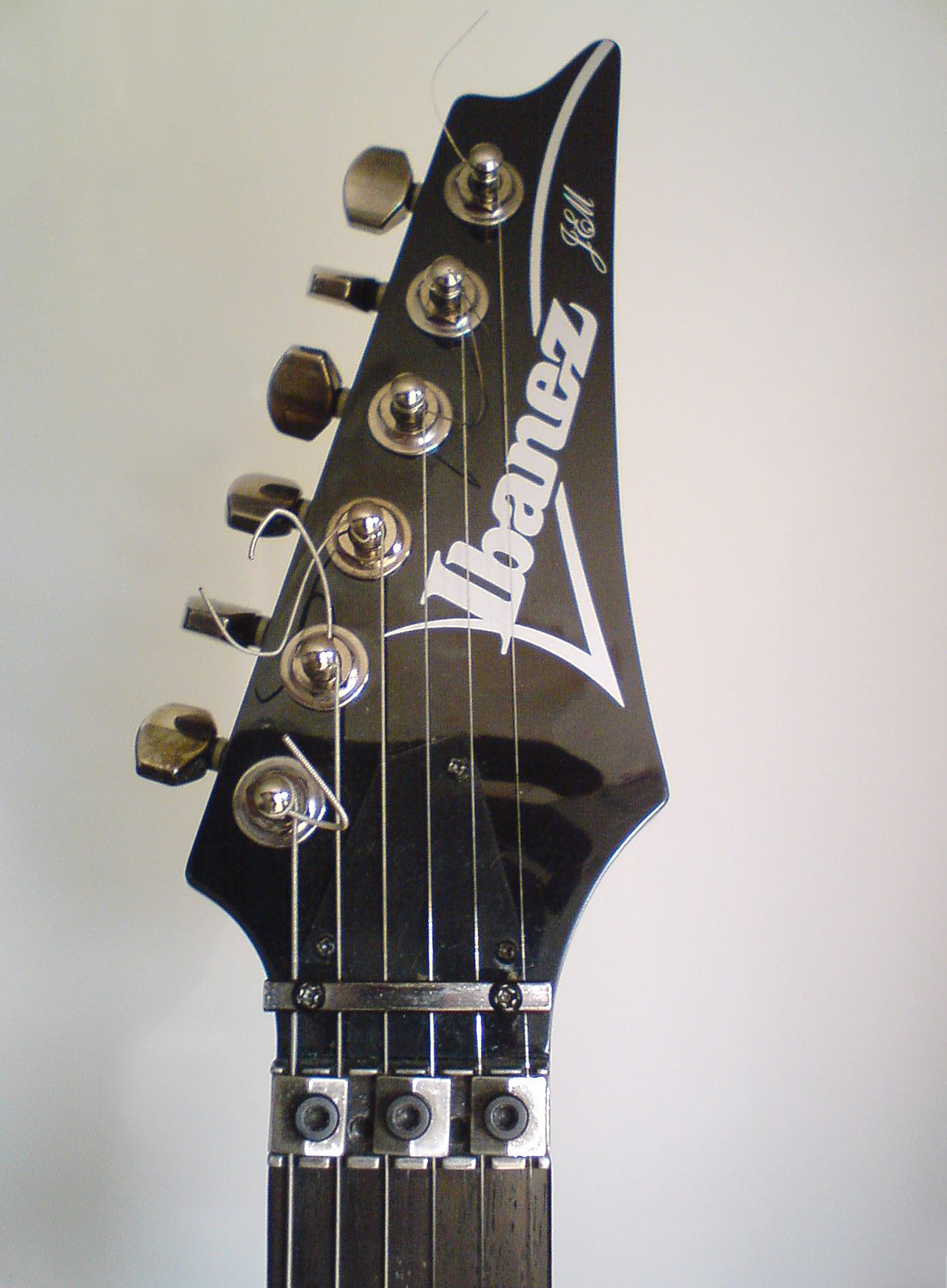
アイバニーズ・JEM 555 BK

メジャーなギターメーカーはギターやギターシリーズの見分けがつくよう、特徴的ヘッド形状を用意している。ギター産業にはギターのボディデザインをコピーしてもよいという不文律があるが、メジャーメーカーはヘッドデザインはコピーしない。以下の節にあるように、一見コピーのように見えても寸法や要素の比率等からはっきりとした違いが見られ、ヘッドを見ればほぼブランドを言い当てることが出来る。ペグが一弦側に並ぶリバースヘッドは低音側の弦長（スケールは変わらない）が長くなるため、サウンド面においてもヘヴィロック系のプレイヤーに好まれる。

### フェンダータイプの6インワン

フェンダー・テレキャスター
フェンダー・ストラトキャスター：スモールヘッド。現在はアメリカ製およびメキシコ製で使用。
フェンダー・ストラトキャスター：ラージヘッド。1970年代に使用され、現在はスクワイアで使用。
ギブソン・ファイヤーバードシリーズ（リバースでも使用）
ワッシュバーン・Nシリーズ（リバース）
フロイド・ローズ：ペグの全くない装飾用ヘッド

### 伝統的 3+3

ギブソン・レスポール、SG, 1960年製
ESP・ECシリーズ
PRS：非対称。ほとんどのギターで使用
PRS：対称。サンタナ3で使用
ギブソン・フライングV、1958年製
リッケンバッカー
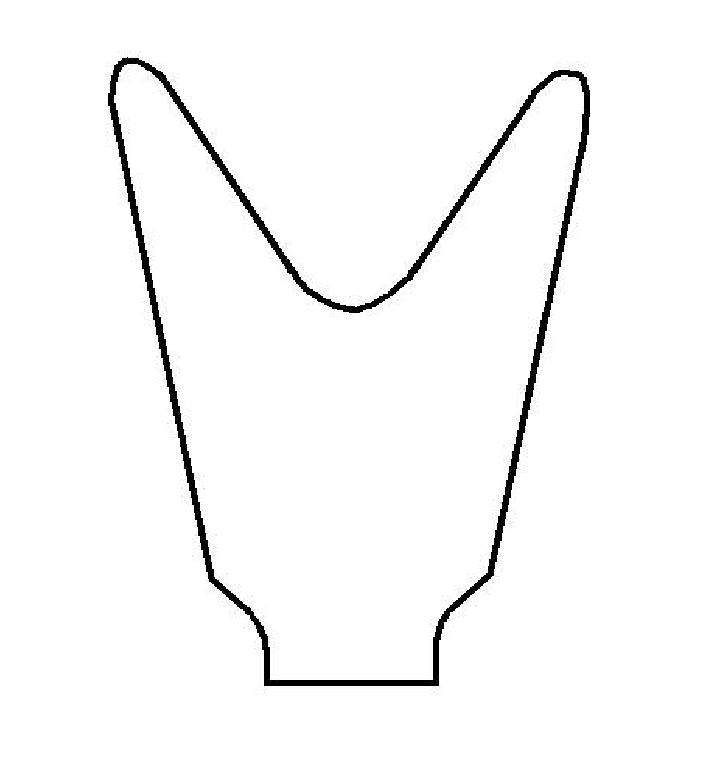
ディーンの標準的ヘッド

### 6インワン ポインティド・ヘッド

ESP：シグネチャーモデルやHORIZON NT-II、M-II等で使用（リバースでも使用）
アイバニーズ：ロック・シリーズで使用（リバースでも使用）
ジャクソン（リバースでも使用）
ワッシュバーン （リバースでも使用）